# Waldo Machado
Waldo Machado da Silva (Niterói, 9 settembre 1934 – Burjassot, 25 febbraio 2019) è stato un calciatore brasiliano, di ruolo attaccante.

## Caratteristiche tecniche
Giocava come centravanti, e grazie alle sue abilità realizzative detiene il primato di marcature per il Fluminense con 314 reti segnate.

## Carriera

### Club
Iniziò la carriera nel Madureira, dove realizzò ventidue reti prima di trasferirsi al Fluminense nel 1954. Con detto club visse un periodo di successi, tra cui le vittorie del Campionato Carioca nel 1959 e le due nel Torneio Rio-São Paulo; segnò 314 reti in 403 partite. Per questi risultati fu acquistato dal Valencia nel 1962; con il club iberico riuscì a segnare 160 reti in 296 partite, diventando così il secondo marcatore nella storia del club; di queste, 32 furono realizzate nelle 50 partite che disputò a livello internazionale, prevalentemente nella Coppa delle Fiere. che Waldo vinse due volte, 1961-1962 e 1962-1963, stabilendo nella prima di queste la media di un gol a partita.
Lasciò brevemente la città di Valencia per giocare nell'Hércules, ad Alicante, prima di farvi ritorno una volta terminata la carriera calcistica.

### Nazionale
Con la nazionale di calcio del Brasile giocò e vinse cinque incontri, segnando due reti.

## Palmarès

### Club

#### Competizioni nazionali
- Torneo Rio-San Paolo: 2

Fluminense: 1957, 1960
- Campionato Carioca: 1

Fluminense: 1959
- Coppa di Spagna: 1

Valencia: 1966-1967

#### Competizioni internazionali
- Coppa delle Fiere: 2

Valencia: 1961-1962, 1962-1963

### Individuale
- Capocannoniere del Campionato Carioca: 1

1956 (22 gol)
- Capocannoniere della Coppa delle Fiere: 3 (record)

1961-1962 (9 gol), 1962-1963 (6 gol, ex aequo con Pedro Manfredini e Francisco Lojacono), 1963-1964 (6 gol)
- Capocannoniere della Primera División (Trofeo Pichichi): 1

1967 (24 gol)